# Spiritualitate
Spiritualitatea este, în cazul cel mai general, caracterul a ceea ce este spiritual. Din punct de vedere religios, este procesul transformării personale conform idealurilor religioase.
Spiritualitatea constituie un ansamblu de idei și de sentimente care caracterizează o colectivitate, în special un popor sau o națiune, și care se exprimă în specificul culturii sale. (Rar) Însușire a ceea ce este spiritual, nematerial. 